# Фонды трудящихся
Фонды трудящихся (швед. Löntagarfonder), иногда называемые фондами наёмных работников — социалистическая версия суверенных фондов, в соответствии с которой шведское правительство облагало налогом часть прибыли компании и вкладывалось в специальные фонды, взимаемые для покупки акций публичных шведских компаний, с целью постепенного перевода компаний из частной собственности в коллективную. Фонды контролировались представителями шведских профсоюзов.

## История
Идея была выдвинута в 1970-х годах и реализовывалась с 1982 по 1991 год. Ведущую роль в разработке этой идеи играл экономист Рудольф Майднер. На протяжении всего своего существования фонды трудящихся были причиной многих политических споров. Сторонники говорили о них как о попытке дать наёмным работникам больше власти над шведскими компаниями, а противники — как о шаге к социализму.
Фонды трудящихся были созданы после победы социал-демократов на всеобщих выборах в Швеции 1982 года и накапливали средства до всеобщих выборов 1991 года, на которых социал-демократы проиграли впервые с 1982 года, после чего фонды были упразднены. Накопленное фондами трудящихся богатство было передано двум транспортным холдингам — Atle и Bure. Акции обеих компаний впоследствии были внесены в листинг Стокгольмской фондовой биржи. 4 октября 1983 г. в Стокгольме на демонстрацию против фондов трудящихся собралось от 80 000 до 100 000 человек. Это была крупнейшая политическая акция протеста за всю историю Швеции.
Последующие победы социал-демократов, такие как победа в 1994 году, не привели к их повторному созданию, поскольку ведущие члены партии сочли всю дискуссию вокруг этих фондов проблемой для партии. Известно, что министр финансов Кьель-Улоф Фельдт был запечатлен на камеру за написанием сатирического стихотворения о фондах трудящихся, сидя на своей скамье в риксдаге, ещё в период, когда они действовали.
Во время президентских выборов в США в 2020 году кандидат Берни Сандерс предложил создать фонды трудящихся в Америке.